# Villa Sousa
Villa Sousa (também conhecida pelo nome alternativo Palacete na Alameda das Linhas de Torres) é um edifício localizado na Alameda das Linhas de Torres, n.º 22, na freguesia do Lumiar, Lisboa.

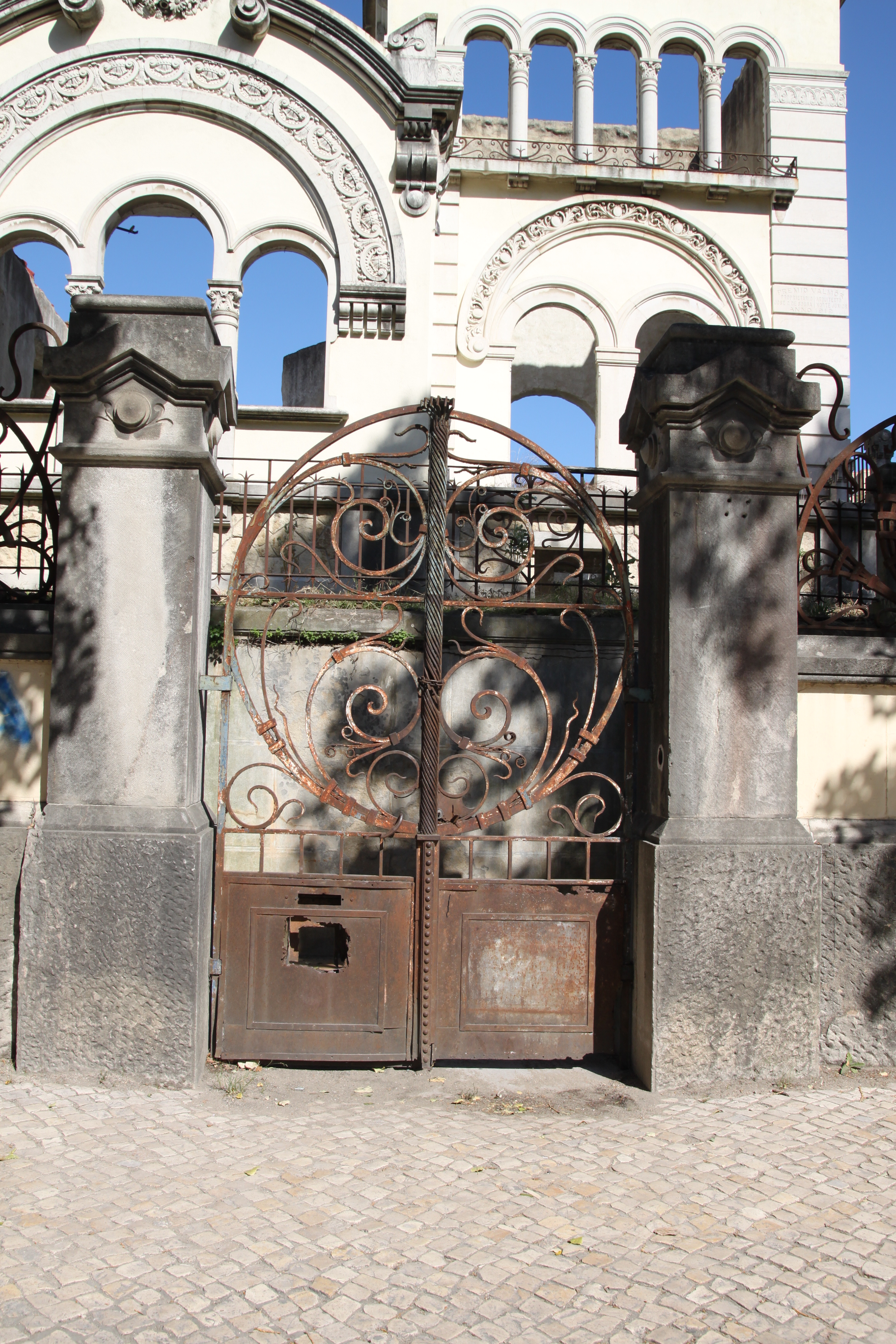
Pormenor do edifício, prémio Valmor em 1912

Foi projectada pelo arquitecto Manuel Joaquim Norte Júnior, por encomenda do banqueiro José Carreira de Sousa. O início da sua construção data de 1911. De alçada modernista, destaca-se pela sua harmonia de proporções, com elegantes cantarias lavradas e arcadas com referenciais historicistas (o recurso frequento ao arco pleno e aos colunelos são característicos da obra de Norte Júnior), chegou a ganhar o Prémio Valmor em 1912.
Foi deixada ao abandono e encontra-se actualmente em estado de ruína, mantendo apenas a fachada e algumas paredes, tendo sido poupada à demolição por mais de uma vez.